# Stillness of Heart
Stillness of Heart is een nummer van de Amerikaanse rockzanger Lenny Kravitz uit 2002. Het is de tweede single van zijn zesde studioalbum Lenny.
Hoewel het nummer flopte in Amerika, werd het een klein hitje in Europa. In Nederland haalde het de 5e positie in de Tipparade, en in Vlaanderen de 16e positie in de Tipparade.